# Pisenor selindanus
Pisenor selindanus är en spindelart som först beskrevs av Benoit 1965.  Pisenor selindanus ingår i släktet Pisenor och familjen Barychelidae.
Artens utbredningsområde är Zimbabwe. Inga underarter finns listade i Catalogue of Life.